# Detroit (Texas)
Detroit es un pueblo ubicado en el condado de Red River en el estado estadounidense de Texas. En el Censo de 2010 tenía una población de 732 habitantes y una densidad poblacional de 178,99 personas por km².

## Geografía
Detroit se encuentra ubicado en las coordenadas 33°39′37″N 95°15′59″O / 33.66028, -95.26639. Según la Oficina del Censo de los Estados Unidos, Detroit tiene una superficie total de 4.09 km², de la cual 4.09 km² corresponden a tierra firme y (0%) 0 km² es agua.

## Demografía
Según el censo de 2010, había 732 personas residiendo en Detroit. La densidad de población era de 178,99 hab./km². De los 732 habitantes, Detroit estaba compuesto por el 83.88% blancos, el 11.61% eran afroamericanos, el 1.78% eran amerindios, el 0% eran asiáticos, el 0% eran isleños del Pacífico, el 0% eran de otras razas y el 2.73% pertenecían a dos o más razas. Del total de la población el 2.05% eran hispanos o latinos de cualquier raza.